# 薛瑞元
薛瑞元（1955年6月17日—），臺灣醫師、律師、政治人物，曾任衛生福利部部長、衛生福利部臺北醫院院長、屏東縣政府衛生局局長、衛生署醫事處處長、衛生福利部常務次長及政務次長等職務。
薛瑞元畢業於臺北醫學院、國立臺灣大學法律學系與研究所，是臺灣少數同時擁有醫師證照與律師執照的人物。

## 早年
薛瑞元出生於嘉義縣，父親是小學教師。他畢業於嘉義高中，之後進入台北醫學院。其專業科目為婦產科，畢業後先是在台北市仁愛醫院實習，而後返回嘉義開業。當時一次醫療糾紛促使他返回大學進修，38歲時以一類組榜首成績考取臺灣大學法律系，之後取得律師執照、法律碩士學位。
由於同時在法律、醫學領域都有專業的人士相當稀有的緣故，薛瑞元曾在中華民國基層醫療協會從事法律顧問工作。在該會理事長石賢彥牽線下，再前往洪奇昌辦公室任職。

## 公職生涯
在時任衛生署署長李明亮、副署長黃富源的拔擢下，薛瑞元進入衛生署服務。自醫事處秘書起步，歷任雙和醫院副院長、衛福部次長等職務。
2022年7月15日，行政院宣布衛福部次長薛瑞元升任部長，原次長職由醫福會執行長王必勝接替。
2024年5月20日，卸任衛福部部長，由前立委邱泰源繼任。

## 榮譽

### 中華民國勳章獎章
- 二等景星勳章（2024年5月14日於總統府頒授）[8]

## 外部連結
- 衞生福利部官方網站的部長簡介 （页面存档备份，存于）

| 中華民國政府職務 | 中華民國政府職務                                   | 中華民國政府職務 |
| ---------------- | -------------------------------------------------- | ---------------- |
| 行政院           |                                                    |                  |
| 前任： 陳時中    | 衛生福利部部長 第五任 2022年7月18日－2024年5月20日 | 繼任： 邱泰源    |